# Cascais
Cascais là một huyện thuộc tỉnh Lisboa, Bồ Đào Nha. Huyện này có diện tích 97 km², dân số thời điểm năm 2001 là 170683 người.